# (2428) Kamenyar
(2428) Kamenyar est un astéroïde de la ceinture principale.

## Description
(2428) Kamenyar est un astéroïde de la ceinture principale. Il fut découvert le 11 septembre 1977 à Naoutchnyï par Nikolaï Tchernykh. Il présente une orbite caractérisée par un demi-grand axe de 3,16 UA, une excentricité de 0,10 et une inclinaison de 9,3° par rapport à l'écliptique.

## Compléments